# 中島三郎
中島 三郎（なかじま さぶろう、1882年（明治15年）4月15日 - 1952年（昭和27年）2月17日）は、大日本帝国陸軍軍人。最終階級は陸軍中将。

## 経歴
1882年（明治15年）に岡山県で生まれた。陸軍士官学校第13期卒業。1925年（大正14年）5月1日に陸軍重砲兵学校教育部長に就任し、8月7日に陸軍砲兵大佐に進級した。1928年（昭和3年）3月に横須賀陸軍重砲兵連隊長に転じ、1929年（昭和4年）8月に陸軍造兵廠総務部長に就任した。
1930年（昭和5年）8月1日に陸軍少将進級と同時に陸軍技術本部総務部長に着任し、1932年（昭和7年）8月に陸軍技術本部第1部長に転じた。1934年（昭和9年）8月に陸軍中将に進級し、1935年（昭和10年）12月に旅順要塞司令官に就任し、1936年（昭和11年）8月1日に待命、8月28日に予備役に編入された。
1947年（昭和22年）11月28日、公職追放仮指定を受けた。